# Бациев, Адам
Адам Бациев (род. 18 ноября 2000, Чечня) — швейцарский дзюдоист чеченского происхождения, трёхкратный чемпион Швейцарии среди кадетов (2014, 2016, 2017 годы), чемпион (2016 и 2018 годы) и серебряный призёр (2017 год) первенств Швейцарии среди юниоров, двукратный чемпион Швейцарии среди взрослых (2018 и 2019 годы), призёр этапа Кубка Европы, победитель и призёр международных турниров. Выступал в полулёгкой (до 66 кг) и лёгкой (до 73 кг) весовых категориях. Представляет клуб «Фудзи-Сан» (Бар).